# District de Česká Lípa
Le district de Česká Lípa (en tchèque : okres Česká Lípa) est un des quatre districts de la région de Liberec, en Tchéquie. Son chef-lieu est la ville de Česká Lípa.

## Liste des communes
Le district compte 57 communes, dont 11 ont le statut de ville (en gras) et 1 a le statut de bourg (městys, en italique) :
Bezděz - 
Blatce - 
Blíževedly - 
Bohatice - 
Brniště - 
Česká Lípa - 
Chlum - 
Chotovice - 
Cvikov - 
Doksy - 
Dubá - 
Dubnice - 
Hamr na Jezeře - 
Holany - 
Horní Libchava - 
Horní Police - 
Jestřebí - 
Kamenický Šenov - 
Kozly - 
Kravaře - 
Krompach - 
Kunratice u Cvikova - 
Kvítkov - 
Luka - 
Mařenice - 
Mimoň - 
Noviny pod Ralskem - 
Nový Bor - 
Nový Oldřichov - 
Okna - 
Okrouhlá - 
Pertoltice pod Ralskem - 
Polevsko - 
Provodín - 
Prysk - 
Radvanec - 
Ralsko - 
Skalice u České Lípy - 
Skalka u Doks - 
Sloup v Čechách - 
Slunečná - 
Sosnová - 
Stráž pod Ralskem - 
Stružnice - 
Stvolínky - 
Svojkov - 
Svor - 
Tachov - 
Tuhaň - 
Velenice - 
Velký Valtinov - 
Volfartice - 
Vrchovany - 
Zahrádky - 
Zákupy - 
Žandov - 
Ždírec

## Principales communes
Population des dix principales communes du district au 1er janvier 2025 et évolution depuis le 1er janvier 2024 :
| Česká Lípa        | 36 815 | en diminution   |
| Nový Bor          | 11 318 | en diminution   |
| Mimoň             | 6 387  | en augmentation |
| Doksy             | 5 115  | en stagnation   |
| Cvikov            | 4 534  | en diminution   |
| Kamenický Šenov   | 3 811  | en diminution   |
| Stráž pod Ralskem | 3 839  | en augmentation |
| Zákupy            | 2 954  | en augmentation |
| Ralsko            | 2 220  | en diminution   |
| Žandov            | 1 922  | en diminution   |